# Rue de la Verrerie (Paris)
Pour les articles homonymes, voir Rue de la Verrerie.
La rue de la Verrerie est une voie, ancienne, située dans les quartiers Saint-Merri et Saint-Gervais du 4e arrondissement de Paris.

## Situation et accès
La rue de la Verrerie, d'une longueur de 452 mètres, est située dans le 4e arrondissement, quartiers Saint-Gervais et Saint-Merri, et commence au 13, rue du Bourg-Tibourg et finit au 26, rue Saint-Martin.
Le quartier est desservi par les lignes 1 et 11 à la station Hôtel de Ville.

## Origine du nom
L'origine du nom de la rue est incertaine. Elle proviendrait d'une ou de plusieurs verreries qui y étaient installées au XIIe siècle ou d'un de ses habitants en 1185, Guy le Verrier ou le Vitrier. Selon l’historien et membre de la Commission du Vieux Paris Georges Cain, les verriers-vitriers y avaient, au XIIe siècle, le siège de leur confrérie.

## Historique
C'est l'une des plus anciennes voies de Paris dont la construction est antérieure à l'année 1150. La communauté des Peintres sur verre, émailleurs et patenôtriers, s'y établit en 1180.
Au haut Moyen Âge, elle aurait été à la limite des crues extrêmes de la Seine en bordures nord du monceau Saint-Gervais et sud du monceau Saint-Merri, buttes insubmersibles dominant l'ancien marécage qui s'étendait sur la rive droite avant le drainage de cette zone. Elle est englobée par la première enceinte de la rive droite datant du Xe siècle ou du XIe siècle.
Elle faisait partie, avec la rue du Roi-de-Sicile, d'un axe est-ouest parallèle à la Seine en liaison avec les Halles.
Elle est connue sous son nom actuel dès le XIIe siècle, toutefois la partie de cette voie publique qui avoisine l'église Saint-Merri portait, en 1380, le nom de « rue Saint-Merri ».
Elle est citée dans Le Dit des rues de Paris, de Guillot de Paris, sous la forme « rue de la Verrerie ».
Elle porta par la suite plusieurs noms variés tels que « rue de la Voirerie », « rue de la Varerie », « rue de la Voirie », etc.
Une communauté d'émailleurs et peintres sur verre s'y installa, et Jacquemin Gringonneur y habitait sous le règne de Charles VI. Le XVIIe siècle remplaça l'usage de vitraux par celui du verre, et, peu à peu, cette communauté déclina par manque de travail.
Elle est citée sous le nom de « rue de la Verrerie » dans un manuscrit de 1636 ou le procès-verbal de visite, en date du 22 avril 1636, indique : « que nous avons trouvé la plus grande partie salle et pleine d'immundices ».
Deux arrêts du conseil des 20 novembre 1671 et 20 février 1672, ordonnèrent l'élargissement de cette voie publique :
« Sa Majesté désirant procurer la décoration de sa bonne ville de Paris, et la commodité pour le passage dans les rues d'icelle, principalement en celle “de la Verrie”, qui est le passage ordinaire pour aller de son chasteau du Louvre en celuy de Vincennes, et le chemin par lequel se font les entrées des ambassadeurs des princes étrangers... Ordonne l'élargissement de la rue de la Verrie. »
Une décision ministérielle du 18 vendémiaire an VI (9 octobre 1797) signée Letourneux fixe la moindre largeur de cette voie publique à 10 mètres. Cette largeur est portée à 12 mètres, en vertu d'une ordonnance royale du 16 mai 1833.
Au XIXe siècle, la rue de la Verrerie, d'une longueur de 452 mètres, qui était située dans l'ancien 7e arrondissement commençait au 39, place du Marché-Saint-Jean et au 1, rue du Bourg-Tibourg et finissait au 64, rue des Arcis et 2, rue Saint-Martin. Les numéros impairs, de 1 à 41 et les numéros pairs, de 2 à 42 étaient du quartier du Marché-Saint-Jean. Les numéros impairs, de 43 à la fin étaient du quartier des Arcis et les numéros pairs, de 44 à la fin étaient du quartier Sainte-Avoye.

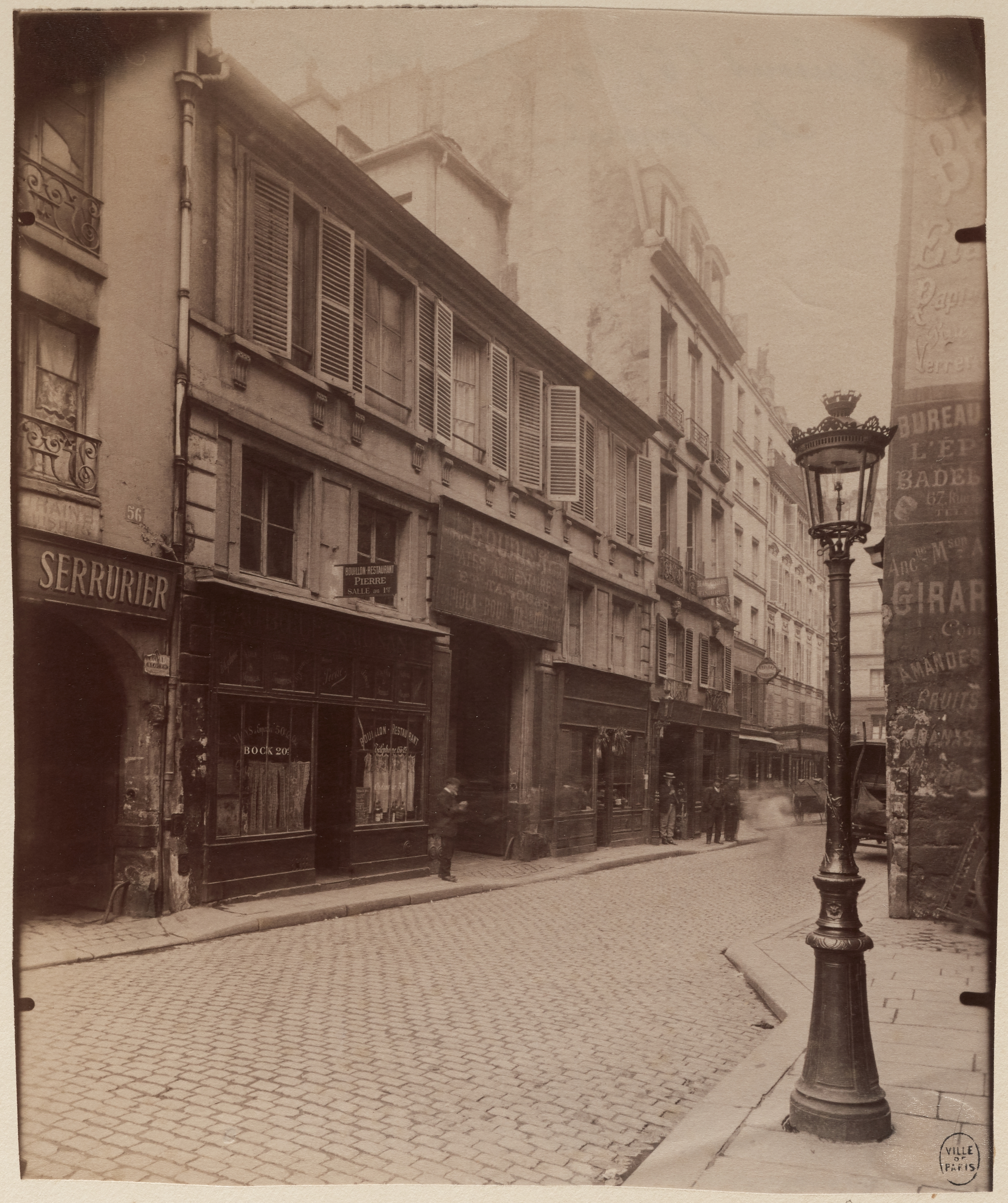
Immeubles au 52, 54 et 56, rue de la Verrerie, en 1908.

Le percement de la rue de Rivoli au cours des années 1850 a amené l'arasement des terrains environnant pour assurer la continuité du profil de cette nouvelle voie, laissant la rue de la Verrerie à son niveau d'origine un peu plus élevé, ce qui explique la pente de la rue des Archives à son arrivée rue de Rivoli, l'escalier sur un trottoir de la rue des Mauvais-Garçons et l'escalier de la rue Saint-Bon.
La rue de la Verrerie est mentionnée dans le poème de Guillaume Apollinaire Le Musicien de Saint-Merry, du recueil Calligrammes sorti en 1918.

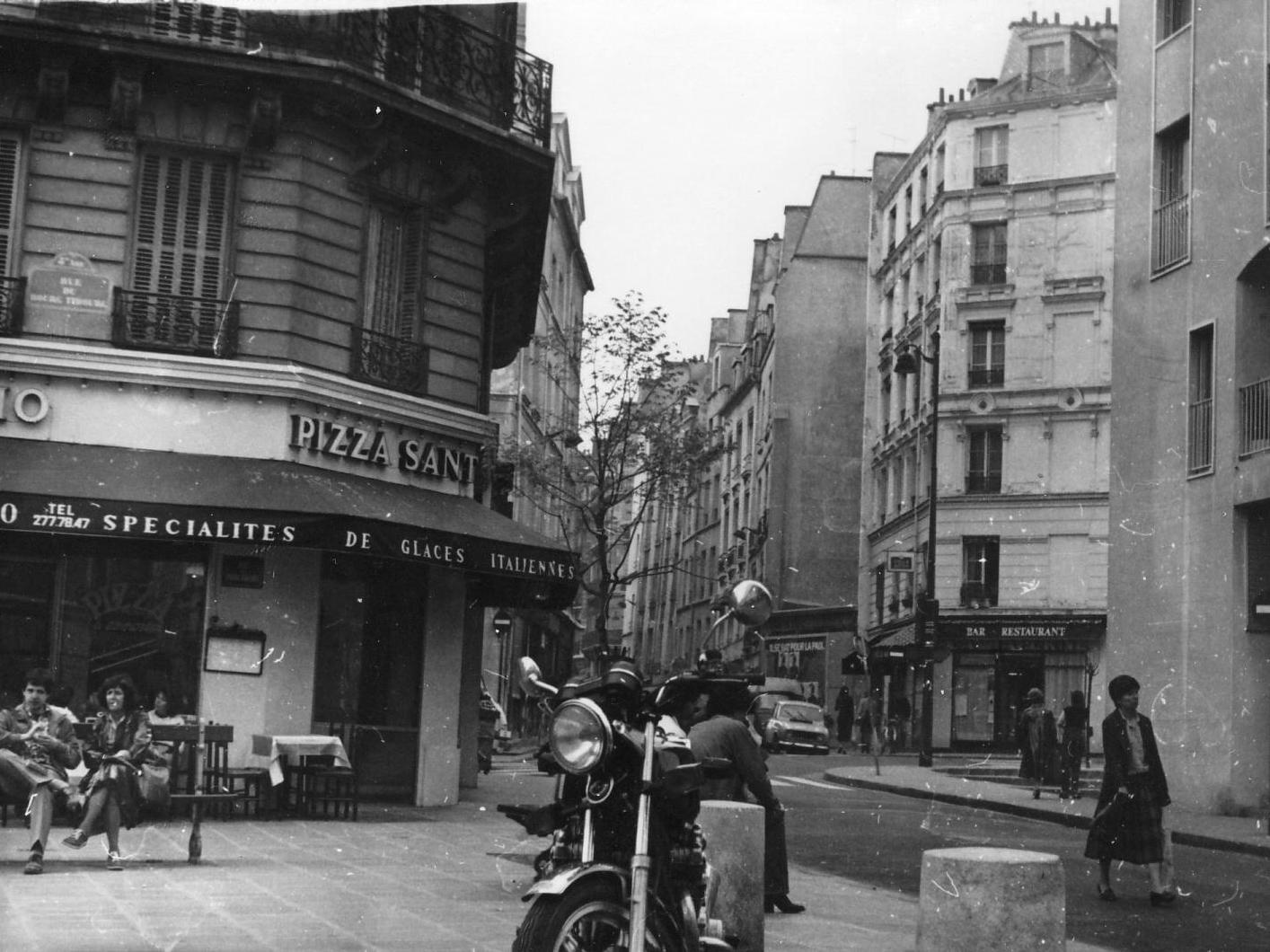
Vue de la rue en 1981.

Début 2019, le maire du 4e arrondissement Ariel Weil annonce la transformation de la rue en « plateau piétonnier ».
En juin 2019, la place Harvey-Milk a été officiellement inaugurée, au carrefour avec la rue des Archives.

## Bâtiments remarquables et lieux de mémoire

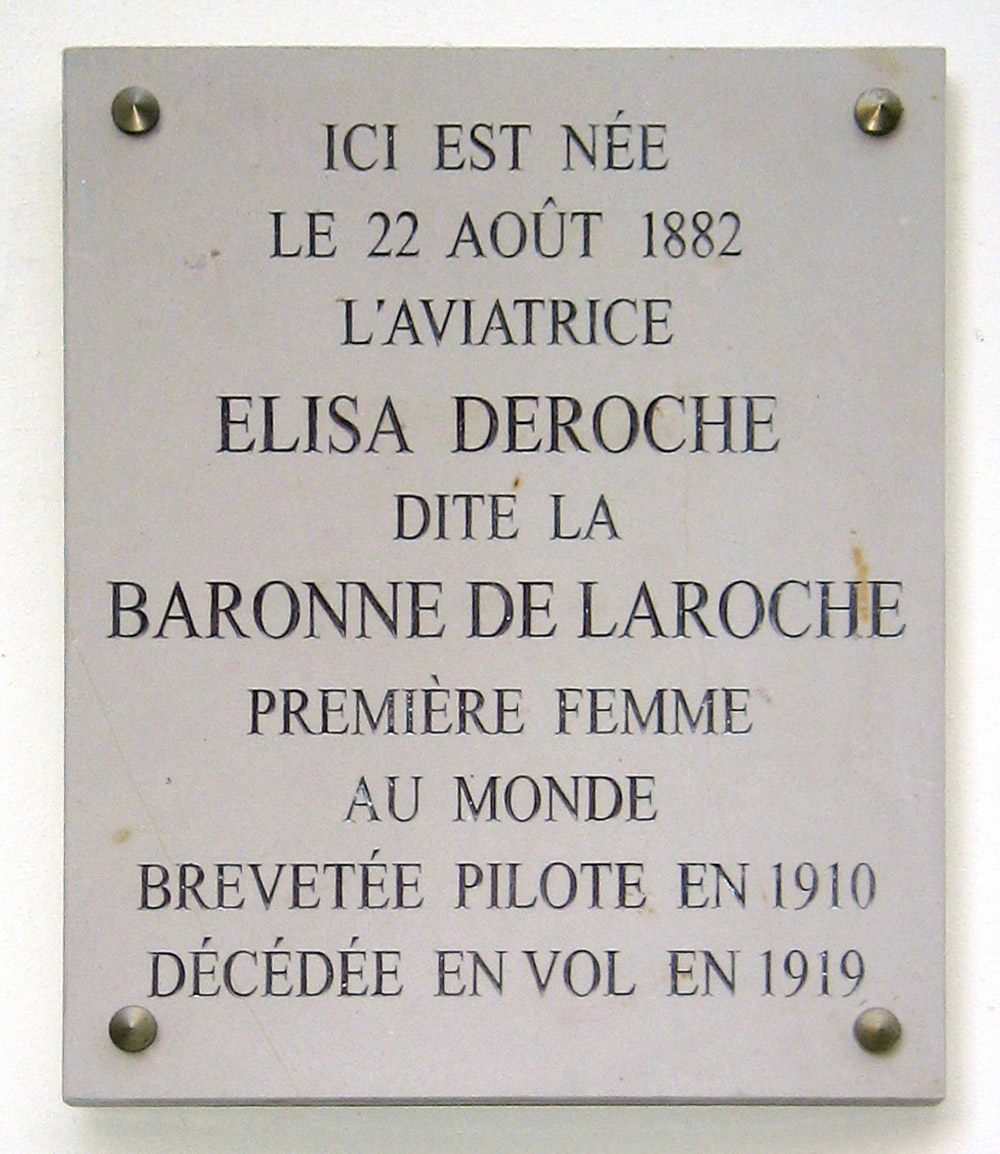
Plaque du no 61.

- No 18 : galerie Alaïa et fondation Azzedine Alaïa.
  - L’édifice, en fond de cour, a été construit pour Xavier Ruel, fondateur du Bazar de l'Hôtel de Ville. Il y créa un établissement de bienfaisance qui distribuait des repas aux familles pauvres. La salle pouvait accueillir 420  convives, deux services étaient assurés le midi et le soir[11].
- No 40 : selon l’association Paris historique, on trouve sous ce bâtiment des caves du XIIIe siècle[12].
- No 42 : immeuble construit en 1858, sur des caves du XVIe siècle. En 2023, un projet d’agrandissement du Bazar de l'Hôtel de Ville voisin prévoit sa démolition mais rencontre plusieurs avis défavorables, dont ceux de la Commission du Vieux Paris et du maire du 4e arrondissement, « pour des raisons à la fois patrimoniales, architecturales et aussi écologiques »[12].
- No 46 : en 1836, magasins de M. Thibault, cirier.
- No 54 : Gaston Prost (1881-1967), peintre et lithographe, y vécut[13].
- No 56 : emplacement présumé d'une maison habitée par Étienne Chevalier, conseiller de Charles VII et exécuteur testamentaire d'Agnès Sorel. Son hôtel passa aux Sallo, famille alliée à la sienne[14]
- No 61 : maison natale d'Élise Deroche, première femme brevetée pilote en 1910. Une plaque lui a rendu hommage (disparue en 2018-2019).
- No 67 : maison natale d'Eugène Labiche.
- No 76 : église Saint-Merri et son presbytère, bâti en 1754.
- No 83 : hôtel dont l'enseigne était au XVIIe siècle À la ville de Reims. En 1781, venant de Saverne, le comte et la comtesse de La Motte descendirent dans cet hôtel, devenu alors à l'usage des voyageurs. Ils y demeurèrent jusqu'à l'affaire du collier.
- No 109 : domicile de 1793 à 1798 des sœurs peintres Anne et Louise Catherine Guéret.

### Institutions publiques
- Des locaux de la Commission des recours des réfugiés se sont situés dans la rue[15],[16].

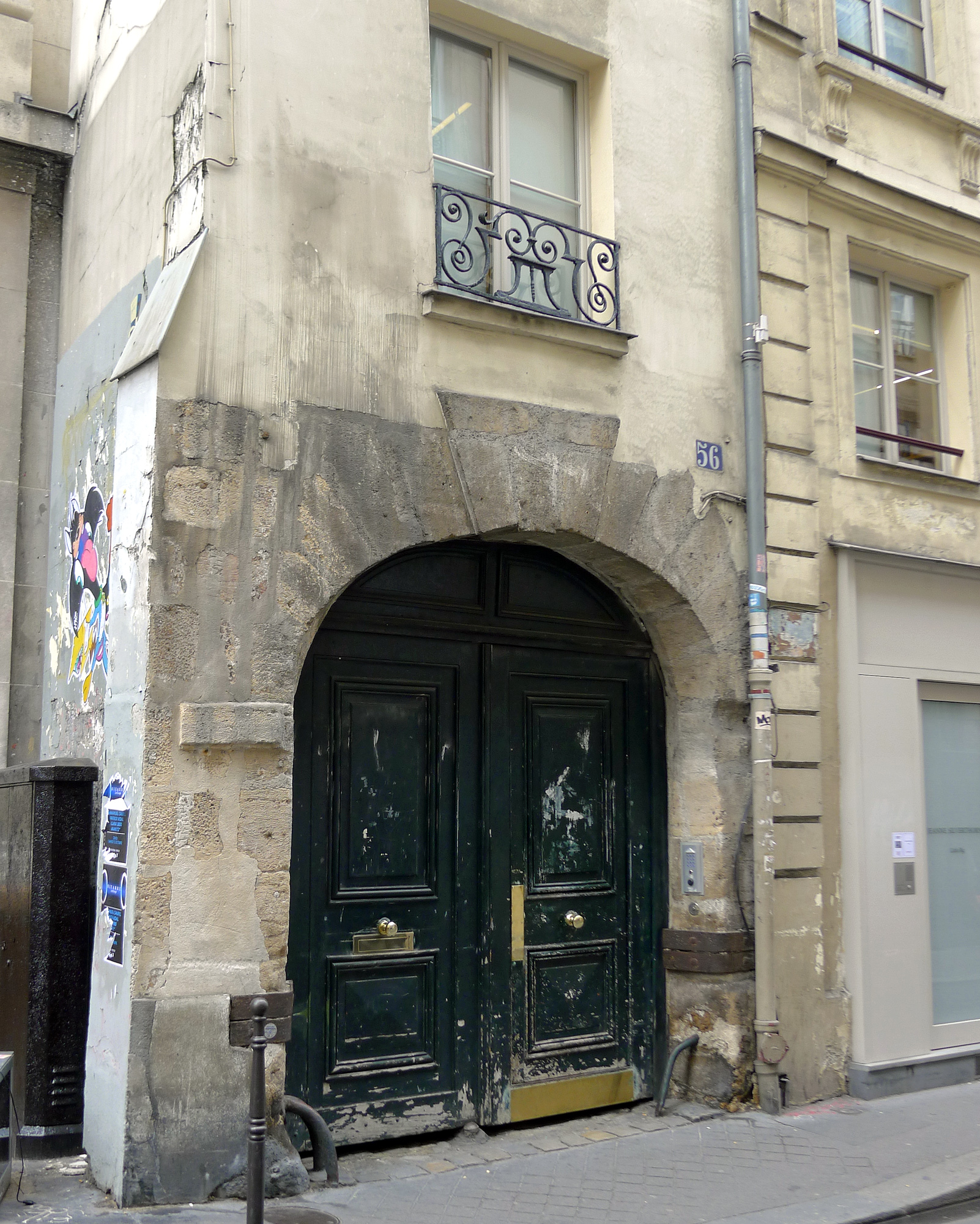
No 56.
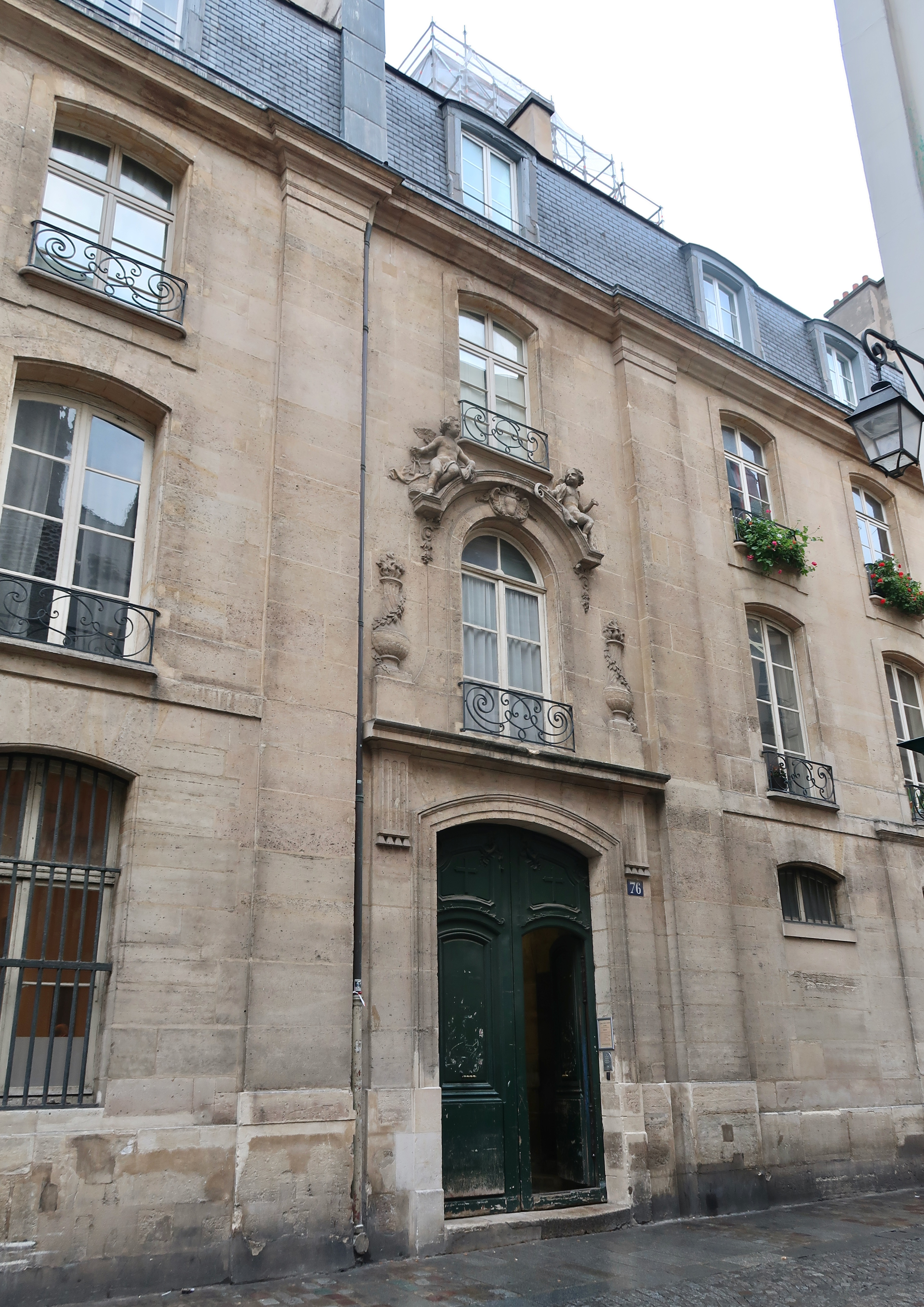
No 76 : presbytère de l'église Saint-Merri (inscrit MH, 1974).
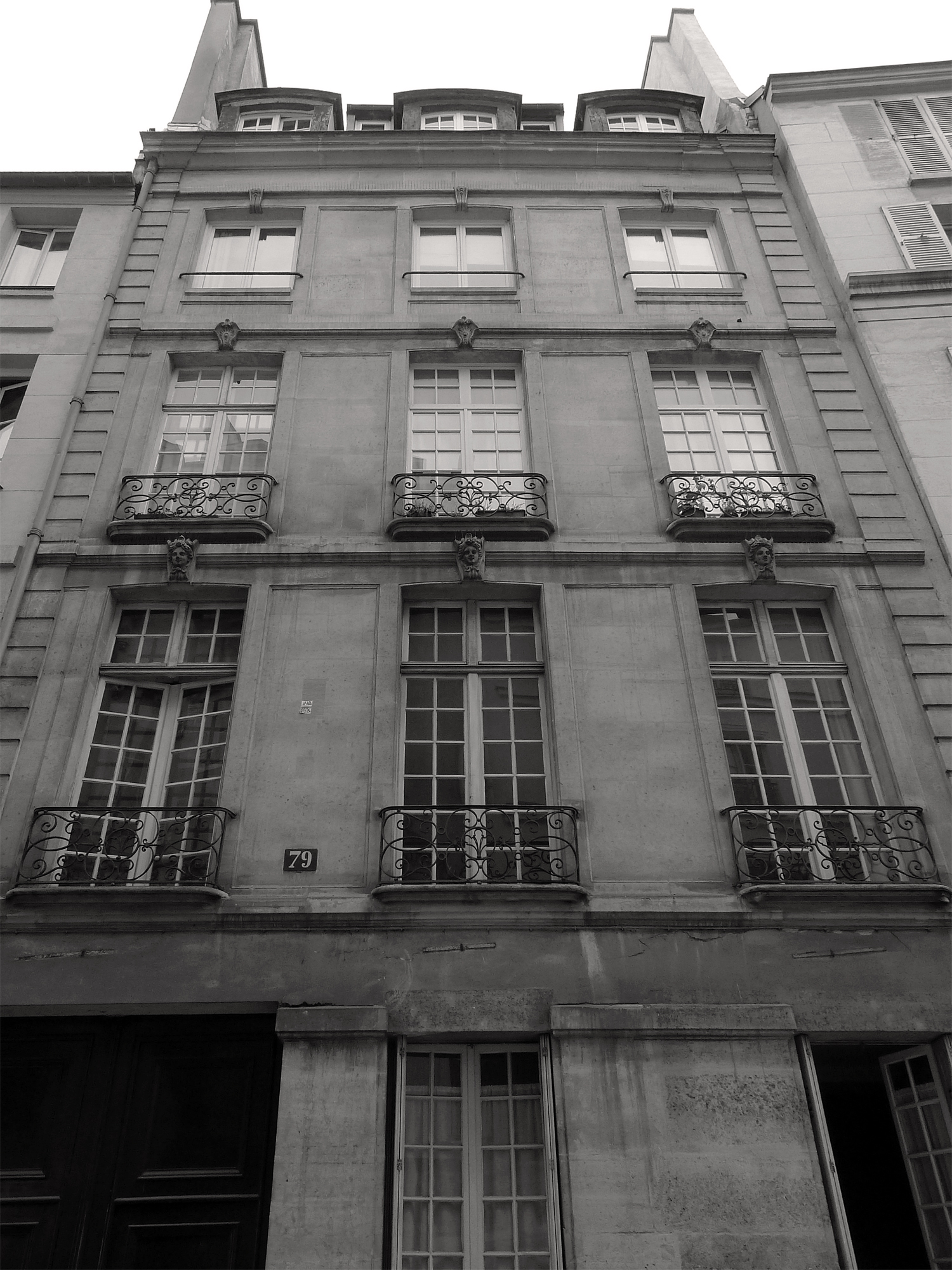
No 79, inscrit MH.